# 룬학
룬 문자학은 룬 문자, 룬 석각, 룬의 역사에 대해 관한 학문이다. 룬 문자학은 게르만 언어학 계통에 특화되어 있다.

## 역사
룬학은 예타회 언어(Götiska språket), 즉 고대 스칸디나비아어(Old Norse)의 언어학에 매우 관심이 있었던 요하네스 부레우스(Johannes Bureus, 1568–1652)에 의해 시작되었다. 그러나 그는 룬 문자를 단순한 알파벳이 아니라 신성하고 마법적인 것으로 보았다.
룬에 대한 연구는 올로프 루드벡 디 엘더(Olof Rudbeck the Elder, 1630–1702)에 의해 계속되었고 그의 컬렉션 아틀란티카(Atlantica)에 발표되었다. 물리학자 안데르스 셀시우스(1701~1744)는 룬의 과학을 더욱 확장하여 바우타스테나르(오늘날 룬스톤이라고 하는 거석)를 조사하기 위해 스웨덴 전역을 여행했다. 또 다른 초기 논문은 그루나빅(Grunnavík)의 존 올라프손(Jón Ólafsson)이 1732년에 쓴 루놀로지아(Runologia)이다.